# جورج هنري فوكس
جورج هنري فوكس (بالإنجليزية: George Henry Fox)‏ هو طبيب الجلد ‏ أمريكي، ولد في 8 أكتوبر 1846 في بالستون في الولايات المتحدة، وتوفي في 3 مايو 1937 في نيويورك في الولايات المتحدة.
تُنسب إليه علامة فوكس.